# 남한산성 (영화)
"남한산성"은 2017년 10월 3일에 개봉한 대한민국의 영화이다. 황동혁 감독이 소설가 김훈의 동명 소설을 영화화한 것으로, 병자호란 당시 남한산성에 갇힌 인조가 청나라에 항복하기까지의 과정을 그린 작품이다.

## 줄거리
1636년 병자호란 당시 남한산성에 피난하게 된 인조는 사방이 청군에 포위되어 고립무원의 처지에 놓인다. 남한산성에는 자원도 풍부하지 못해 50일가량 견딜 수 있다. 청에 저항하는 50일 남짓, 대신들의 의견도 첨예하게 갈린다. 이조판서 최명길(이병헌 분)은 치욕을 당하더라도 청에게 항복해 백성을 지켜야 한다고 주장했고, 예조판서 김상헌(김윤석 분)은 청에 끝까지 맞서 싸워야 한다고 주장한다. 그 속에서 청군의 압박은 점점 심해진다. 남한산성에 갇혀 결국 청에 항복하기까지의 47일 동안 주화파와 척화파의 대립 속에서 번민하는 임금과 저마다의 충(忠)을 따르고자 하는 신하들, 전쟁으로 고통받는 백성들 등 다양한 인간군상이 묘사된다.

## 출연진
- 이병헌 : 최명길 역 - 이조판서
- 김윤석 : 김상헌 역 - 예조판서
- 박해일 : 인조 역
- 고수 : 서날쇠 역 - 대장장이
- 박희순 : 이시백 역 - 수어사

- 조우진 : 정명수 역 - 청의 역관
- 송영창 : 김류 역 - 영의정
- 이다윗 : 칠복 역 - 날쇠의 동생
- 허성태 : 용골대 역
- 조아인 : 나루 역
- 김법래 : 칸 역
- 진선규 : 초관 이두갑 역
- 유순웅 : 대제학 역
- 박지일 : 부제학 역
- 최종률 : 내관 역
- 문창길 : 늙은사공 역
- 김서현 : 병판 역
- 김중기 : 도승지 역
- 윤세웅 : 관량사 역
- 신기준 : 소현세자 역
- 곽자형 : 덩치 역
- 박노식 : 군사 1 역
- 유독현 : 군사 2 역
- 이장유 : 군사 3 역
- 장태민 : 군사 4 역
- 강현중 : 군사 5 역
- 성규찬 : 김류비장 역
- 도용구 : 도원수 역
- 성도현 : 근왕병 장수 1 역
- 곽민호 : 근왕병 장수 2 역
- 하수호 : 근왕병 장수 3 역
- 한동원 : 조총수 1 역
- 윤병희 : 조총수 2 역
- 송형수 : 전령무관 역
- 이상홍 : 지르갈랑 역
- 진모 : 마부대 역
- 염상태 : 당하관 1 역
- 전희련 : 당하관 2 역
- 이원욱 : 당하관 3 역
- 정선철 : 백성 역
- 송욱경 : 관원 역
- 한창현 : 금군 5 역
- 박재한 : 무관부하 1 역
- 한동훈 : 무관부하 2 역
- 홍석연 : 늙은이 1 역
- 장정국 : 늙은이 2 역
- 이소연 : 노파 역
- 강덕중 : 깃발 정예병 역
- 김난희 : 계집종 1 역
- 박지원 : 계집종 2 역
- 하영 : 쇼타 역
- 백동현 : 도르곤 역
- 강민범 : 절컨 역
- 손정환 : 망기투 역
- 정기욱 : 마시타이 역
- 박종범 : 마이투 역
- 현진호 : 어허너 역
- 김민준 : 바야르투 역
- 안치욱 : 왈다 역
- 이상운 : 히저오 역
- 이정호 : 만차 역
- 변준필 : 바쉬 역
- 박주민 : 어추 역
- 박진수 : 울러히 역
- 황지환 : 악공 1 역
- 강민석 : 악공 2 역
- 이용원 : 악공 3 역
- 이민배 : 악공 4 역
- 손현준 : 러버이 역
- 최희도 : 호샨 역
- 정회권 : 까마귀 병사 역
- 전지학 : 신하 1 역
- 양영일 : 신하 2 역
- 조남호 : 신하 3 역
- 허성우 : 신하 4 역
- 최재원 : 신하 5 역
- 김성하 : 신하 6 역
- 곽영웅 : 금군 1 역
- 설민영 : 금군 2 역
- 황진호 : 금군 3 역
- 김말구 : 금군 4 역
- 박주운 : 북문전령 역
- 고창희 : 정예병 역
- 윤해빈 : 나루친구 역
- 서병철 : 초관참수무관 역
- 김문찬 : 암문수문장 역
- 김정훈 : 수라상 궁녀 역
- 김나인 : 성첩군사 역
- 권욱락 : 가마니 무관 역
- 윤지명 : 깃발 조선군 역
- 김기태 : 동상병사 역
- 오승율 : 북채군사 역
- 박선용 : 북문병사 역
- 김진옥 : 아이엄마 역
- 김동인 : 우는백성 1 역
- 안현정 : 우는백성 2 역
- 전주호 : 아이 1 역
- 조현서 : 아이 2 역
- 엄지만 : 말토막 군사 1 역
- 김양원 : 말토막 군사 2 역
- 김현주 : 젖먹이 어미 역
- 이호중 : 매질병사 역
- 신희철 : 조선군 1 역
- 오승훈 : 조선군 2 역
- 김선호 : 조선군 3 역
- 서양훈 : 조선군 4 역
- 황주섭 : 조선군 5 역
- 조이준 : 젖먹이 역
- 김교용 : 기수 1 역
- 임헌호 : 기수 2 역
- 최민국 : 기수 3 역
- 김유진 : 기수 4 역
- 김태형 : 기수 5 역
- 권효민 : 김상헌 서예대역
- 황종언 : 칸 경호견 병사 역
- 김재복 : 멧돼지 도축 역

## 제작
2016년 11월 제작이 시작되어 2017년 4월까지 촬영되었다. 제작비는 총 150억 원 정도가 사용되었다. 황동혁 감독은 소설에 충실한 영화를 만들기 위해 액션사극이나 퓨전사극 풍을 배제하고 정통사극의 분위기로 인물과 이야기에 집중했으며, 화면 구성과 음악에서도 레버넌트: 죽음에서 돌아온 자와 같이 절제된 느낌을 내려했다고 말한다. 영화를 통해 인물들과 그들의 간절함, 민초들의 생명력과 노력을 보여주고 싶었다면서, "그래서 이 영화의 결말이 인조의 치욕스러운 모습이 아닌, 서날쇠의 힘찬 망치소리와 봄의 풍경 속으로 뛰어드는 아이 나루의 모습이었던 거죠."라고 말했다.

## 흥행
남한산성은 대한민국에서 2017년 10월 3일에 개봉했다. 추석 연휴 기간과 맞물려 개봉 이틀만에 역대 최단기간으로 100만 관객을 넘었으며, 개봉 후 4일만에 200만 관객을 돌파했다. 그러나 추석 연휴 이후 관객수 증가 추세가 감소하여 영화의 손익분기점인 500만 관객에도 미치지 못하면서 상업적으로는 실패했다는 평가를 받는다.

## 수상
- 2017년 제37회 한국영화평론가협회상 최우수작품상
- 2017년 제37회 한국영화평론가협회상 감독상 (황동혁)
- 2017년 제37회 한국영화평론가협회상 음악상 (사카모토 류이치)
- 2017년 제37회 한국영화평론가협회상 촬영상 (김지용)
- 2017년 제37회 한국영화평론가협회상 10대 영화상
- 2017년 제38회 청룡영화상 각본상 (황동혁)
- 2017년 제4회 한국영화제작가협회상 작품상
- 2017년 제4회 한국영화제작가협회상 편집상 (남나영)
- 2017년 제4회 한국영화제작가협회상 음향상 (최태영)
- 2018년 제12회 아시안 필름 어워드 촬영상 (김지용)
- 2018년 제54회 백상예술대상 영화부문 작품상
- 2018년 제23회 춘사영화제 기술상 (김지용)
- 2018년 제23회 춘사영화제 최우수감독상 (황동혁)
- 2018년 제55회 대종상 촬영상 (김지용)
- 2018년 제55회 대종상 조명상 (조규영)
- 2018년 제55회 대종상 음악상 (사카모토 류이치)
- 2018년 제26회 카메리마주국제영화제 황금개구리상 (김지용)
- 2018년 제19회 부산영화평론가협회상 심사위원특별상 (황동혁)
- 2018년 제18회 디렉터스 컷 시상식 올해의 특별언급

## 반응
- 소설의 원작자인 김훈은 영화를 보고 “내가 쓴 소설은 이 세상을 지배하는 악과 거기에 저항하고 신음하면서, 짓밟히면서도 앞날을 기약할 수밖에 없는 고난과 슬픔을 묘사하려는 것이었다”며 “영화는 어쨌든 감독의 것이지만, 그런 내 의도를 영화가 잘 살린 것 같다”고 말했다.[5]
- 박원순 서울시장은 "무능하고 무책임한 지도자들이 잘못된 현실판단과 무대책의 명분에 사로잡혀 임진왜란에 이어 국가적 재난을 초래한 것"이라 분석했다.[6]
- 홍준표 자유한국당 대표는 "백성의 삶이 피폐해지고 전란의 참화를 겪는 것은 예나 지금이나 지도자의 무능과 신하들의 명분론 때문"이라며 "다소 역사의 왜곡은 있지만 북핵위기에 한국 지도자들이 새겨 봐야 할 영화"라고 평가했다.[6]

## 평가
남한산성은 대체로 긍정적인 평가를 받았다. 이동진 평론가는 5점 만점에 3.5점을 주며 "태산 같은 말의 무게를 묵묵히 지고 간다."라는 평을 남겼다.

## 실제 역사와의 차이
병자호란이라는 역사적 사건을 토대로 하고 있지만 소설이 원작이고 영화적 상상력이 덧붙여졌기 때문에 역사와 다르게 묘사된 부분도 있다. 가령 영화에서 김상헌은 인조가 청에 항복할 때 칼로 배를 찔러 할복 자살하는 것으로 묘사되나 실제로는 목을 매는 방식으로 자살 시도를 하다 실패하고 1652년 82세까지 산다. 영화 속 김상헌의 자결은 감독의 의도로, 황동혁 감독은 "영화적으로는 첫 장면에서 그가 사공을 베었던 칼로 자결하게 하는 게 맞겠다고 생각했다”고 말했다.

## 같이 보기
- 정축하성
- 남한산성
- 남한산성 (소설)